# XMM-Newton
XMM-Newton (X‐ray Multi-Mirror Mission ‐ Newton) は、欧州宇宙機関 (ESA) のX線観測衛星である。名前はアイザック・ニュートンから来ている。

## 概要
計画当初は High Throughput X‐ray Spectroscopy Mission と呼ばれていたXMM-Newtonは、1999年12月10日に、フランス領ギアナにある欧州宇宙機関(ESA)のギアナ宇宙センターからアリアン5ロケットにより打ち上げられた。XMM-Newtonは軌道傾斜角40度、遠地点高度114,000km、近地点高度7,000kmの楕円軌道に乗せられ、軌道周期は48時間である。
このミッションは1984年に提案され、1985年に承認された。1993年にプロジェクトチームが正式に発足し、1996年に開発が開始された。衛星の製作と試験は1997年3月から1999年9月にかけて行われた。当初の2年間のミッションとして計画されていたが、衛星の状態が良好であることから幾度もミッションが延長されており、2016年11月には2018年12月31日までの延長が決定された。観測の実行とデータの蓄積は、スペインにあるESAの宇宙科学センターによって行われている。また、イギリスのライセスター大学に設置されたXMM-Newtonサーベイ科学センターにもデータアーカイブが設置されている。

## 衛星
衛星の重さは3800kgで、長さ10.8mのX線望遠鏡を搭載している。X線望遠鏡は3機あり、それぞれ58枚のヴォルターI式反射鏡を備え、総集光面積は4,300平方cmである。EPIC (The three European Photon Imaging Cameras) は、0.2KeVから12KeVのX線に感度を持つカメラである。スペクトルの分析を補完するため、3機の望遠鏡のうちの2機には2.5KeV以下のX線を分散させて観測する Reflection Grating Spectrometer (RGS) が備え付けられている。また、X線で観測する天体を同時に可視光及び紫外線の波長で観測するため、Optical Monitor (OM) と呼ばれる口径30cmのリッチー・クレチアン式望遠鏡も搭載されている。

## 主要な成果
XMM-Newtonは、地球から100億光年の距離にある大質量の銀河団XMMXCS 2215-1738、70億光年の距離にある銀河団2XMM J0830を発見した。SCP 06F6という天体は、2006年2月にハッブル宇宙望遠鏡 (HST) によって発見されたが、2006年8月に行われたXMM-Newtonによる観測によって、超新星よりも2桁明るいX線が検出された。